# Albin Vengust
Albin Vengust, slovenski gospodarstvenik, politični in športni delavec, planinec, * 23. februar 1921, † 2005.

## Odlikovanja in nagrade
Leta 2002 je prejel srebrni častni znak svobode Republike Slovenije z naslednjo utemeljitvijo: »za zasluge pri organiziranju in utrjevanju planinske organizacije, predvsem še Gorske reševalne službe in za drugo pomembno delo«.